# Butjärnen, Medelpad
Butjärnen är en sjö i Ånge kommun i Medelpad och ingår i Ljungans huvudavrinningsområde.